# Jamieson Greer
Jamieson Lee Greer est un responsable commercial américain,  nommé au poste de représentant des États-Unis pour le commerce extérieur, fonction qu’il occupe depuis le 27 février 2025. Il est associé spécialisé en commerce international chez King & Spalding.

## Jeunesse et études
Jamieson Greer est le fils de Mike Greer. Il a obtenu son diplôme de la Paradise High School à Paradise, en Californie, en 1998. Il a passé deux ans en mission à Bruxelles. Il a étudié à l'université Brigham-Young. Il a ensuite fréquenté la faculté de droit de l'université de Virginie.

## Service militaire
Jamieson Greer a servi dans le Corps des avocats juges de l'US Air Force en tant qu'avocat militaire. Il a été affecté au Kansas et en Turquie. Il a également été déployé en Irak, où il a occupé le poste de chef de la justice militaire,.

## Carrière
Après avoir quitté l'armée de l'air, Greer a travaillé dans des cabinets d'avocats spécialisés en droit commercial, notamment chez Skadden, Arps, Slate, Meagher & Flom LLP. Il a représenté U.S. Steel dans un procès contre la Chine. Il est par la suite associé spécialisé en commerce international chez King & Spalding.

### Chef de cabinet du représentant au commerce
Jamieson Greer a été chef de cabinet du représentant au commerce Robert Lighthizer de 2017 à 2021.

### Représentant au commerce
En novembre 2024, le président élu Donald Trump nomme Jamieson Greer représentant des États-Unis pour le commerce extérieur.